# Livlandske (baltiske) hansestæder
Hansestæder på den baltiske østkyst var:
1. Dorpat (Tartu),
2. Fellin (Viljandi)
3. Goldingen (Kuldīga)
4. Kokenhausen (Koknese)
5. Lemsal (Limbaži)
6. Pernau (Pärnu)
7. Reval (Tallinn)
8. Riga
9. Roop (Straupe)
10. Wenden (Cēsis)
11. Windau (Ventspils)
12. Wolmar (Valmiera)

NB: Gældende estiske og lettiske navne i parentes.